# Lema de Riemann-Lebesgue

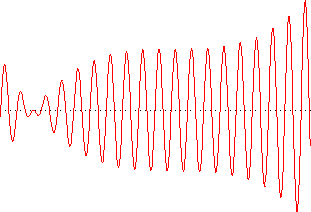
El lema de Riemann-Lebesgue establece que la integral de la transformada de una función tiende a anularse a medida que aumenta el número de oscilaciones de la función.

En matemáticas, el Lema de Riemann-Lebesgue recibe el nombre en honor a los matemáticos Bernhard Riemann y Henri Lebesgue, y es de importancia en análisis armónico y análisis asintótico.
Este resultado es en realidad un resultado bastante profundo, debido a que es un elemento crucial en la prueba de la convergencia puntual de las series de Fourier.

## Historia
Bernhard Riemann presentó en 1854 una primera versión de este teorema. Se convierte en parte de una tesis sobre las series trigonométricas presentado a permitir que su defensa de la Universidad de Göttingen, titulado "Ueber die Darstellbarkeit einer Function durch eine trigonometrische Reihe" (Sobre la representación de una función por una serie trigonométrica) con esto Riemann define la integral que lleva su nombre. Es en el contexto de esta teoría de la integración para probar su teorema, con muchos otros hallazgos en series de Fourier. La memoria será publicada en 1867 por iniciativa de Richard Dedekind.

## Enunciado
Si {\displaystyle f\in L^{1}(\mathbb {R} ^{n})}, entonces
{\displaystyle {\widehat {f}}(\xi ):=\int _{\mathbb {R} ^{n}}f(x)e^{-i\xi \cdot x}dx\to 0}, cuando {\displaystyle |\xi |\to \infty }.
Esto es, la transformada de Fourier de {\displaystyle f} tiende a cero, cuando {\displaystyle \xi } tiende a infinito.

## Demostración
Consideraremos el caso particular {\displaystyle n=1}, la prueba en otras dimensiones es muy similar.
Sea {\displaystyle f} una función suave de soporte compacto, entonces por integración por partes en cada variable se obtiene
{\displaystyle \left|\int _{\mathbb {R} }f(x)e^{-i\xi x}dx\right|=\left|-{\frac {f(x)e^{-i\xi x}}{i\xi }}+\int _{\mathbb {R} }{\frac {1}{i\xi }}f'(x)e^{-i\xi x}dx\right|=\left|\int _{\mathbb {R} }{\frac {1}{i\xi }}f'(x)e^{-i\xi x}dx\right|\leq {\frac {1}{|\xi |}}\int _{\mathbb {R} }|f'(x)|dx\rightarrow 0{\mbox{ cuando }}|\xi |\rightarrow \infty .}
Si {\displaystyle f} es una función integrable arbitraria, esta puede ser aproximada en la norma de {\displaystyle L^{1}} por una función {\displaystyle g} suave de soporte compacto. Escogamos tal función {\displaystyle g} de manera que {\displaystyle \|f-g\|_{L^{1}}<\varepsilon }. Entonces
{\displaystyle \limsup _{|\xi |\rightarrow \infty }|{\hat {f}}(z)|\leq \limsup _{|\xi |\rightarrow \infty }\left|\int (f(x)-g(x))e^{-i\xi x}dx\right|+\limsup _{|\xi |\rightarrow \infty }\left|\int g(x)e^{-i\xi x}dx\right|\leq \varepsilon +0=\varepsilon ,}
y puesto que esto es para cualquier {\displaystyle \varepsilon >0}, el teorema queda demostrado.

## Aplicaciones
El lema de Riemann–Lebesgue puede ser usado para probar la validez de aproximaciones asintóticas para integrales. Tratamientos rigurosos del método de descenso más agudo y el método de la fase estacionaria, entre otros, están basados en este resultado.